# Хольцвиккеде

Хольцвиккеде

Хольцвиккеде (нем. Holzwickede) — община в Германии, в земле Северный Рейн-Вестфалия.
Подчиняется административному округу Арнсберг. Входит в состав района Унна.  Население составляет 17 716 человек (на 31 декабря 2023 года). Занимает площадь 22,36 км².
| Год  | Население |
| ---- | --------- |
| 1995 | 17 318    |
| 2000 | 17 461    |
| 2005 | 17 620    |
| 2010 | 17 264    |